# Mondocane
Mondocane è un film del 2021 diretto da Alessandro Celli.

## Trama
In un futuro prossimo Taranto è divenuta ormai una desolata città fantasma, cinta dal filo spinato. Al suo interno, dove nessuno osa entrare, i pochi abitanti conducono un'esistenza misera e violenta, cercando di sopravvivere come meglio possono. Oltre a loro, vi sono le Formiche, una gang criminale guidata dal carismatico Testacalda, il loro capo. Le Formiche lottano per il dominio del territorio con un'altra banda rivale del posto.
È in questo ambiente violento che vivono Pietro e Christian, due giovani orfani di 13 anni, cresciuti fianco a fianco, condividendo lo stesso sogno nel cassetto: entrare nella gang. 
Christian, nonostante il suo soprannome, Pisciasotto, riesce ad affrontare e superare con successo le prove per entrare nel gruppo, al contrario di Pietro, soprannominato Mondocane. È da questo momento che nel forte legame tra i due amici qualcosa s'incrina.

## Promozione
Il trailer è stato diffuso il 13 agosto 2021.

## Distribuzione
Il film è stato presentato alla 78ª Mostra internazionale d'arte cinematografica di Venezia e distribuito nelle sale dal 3 settembre 2021.

## Accoglienza

### Critica
Secondo l'aggregatore di recensioni Rotten Tomatoes, il film ha ottenuto un indice di apprezzamento del 63% e un voto di 6,10 su 10 sulla base di 19 recensioni. Su Metacritic, il film ha ottenuto un voto di 45 su 100 sulla base di 6 critiche, indicando recensioni «miste o nella media».